# Puka (distrito)
Pukë (em albanês:  Rrethi i Pukës) é um dos 36 distritos da Albânia localizado na prefeitura de Shkodër. Sua capital é a cidade de Pukë.